# Chu Hoàn (nhà Minh)
Chu Hoàn (chữ Hán: 朱纨, 1494 – 1549), tự Tử Thuần, hiệu Thu Nhai, người huyện Trường Châu, phủ Tô Châu , quan viên nhà Minh, danh thần kháng Oa trong lịch sử Trung Quốc.

## Khởi nghiệp
Năm Chánh Đức thứ 16 (1521), Hoàn đỗ tiến sĩ, ban đầu được trừ chức Cảnh Châu  tri châu, rồi điều đi Khai Châu . Năm Gia Tĩnh đầu tiên (1522), Hoàn được thăng làm Nam Kinh Hình bộ Viên ngoại lang. Sau đó Hoàn được làm Tứ Xuyên Binh bị phó sứ; cùng Phó tổng binh Hà Khanh đánh dẹp người dân tộc thiểu số ở các trại Thâm Câu. Trải qua 5 lần thăng chức, Hoàn được làm đến Quảng Đông Tả Bố chánh sứ.
Năm Gia Tĩnh thứ 25 (1546), Hoàn được cất nhắc làm Hữu Phó Đô ngự sử, Tuần phủ Nam Cám. Tháng 7 ÂL năm sau, Oa khấu nổi lên, Hoàn được đổi làm Đề đốc Chiết, Mân hải phòng quân vụ, Tuần phủ Chiết Giang.

## Cứng rắn cấm biển
Khi xưa Minh Thái Tổ đặt ra chế ước: người Trung Quốc dùng 1 tấm ván để ra biển cũng không được. Hòa bình lâu ngày, dân buôn lậu lẻn ra vào, cùng người Oa và các nước phương Tây buôn bán. Người Mân là Lý Quang Đầu, người Hấp là Hứa Đống chiếm cứ cảng Song Tự thuộc Ninh Ba làm chúa, rồi nắm giữ khế ước ở đấy. Thế gia bảo hộ bọn chúng, phần nhiều là người Chương, Tuyền, có kẻ còn kết thông gia. Bọn họ mượn tiếng vượt bể, đóng hai con thuyền buồm lớn, để chở vật tư bị cấm, quan tướng không dám hỏi đến. Có người thiếu nợ bọn họ, bị bọn Hứa Đống dẫn dụ tham gia cướp bóc. Con nợ ấy dọa dẫm rằng quan tướng đang đuổi bắt bọn họ, tiết lộ thời điểm ra quân để buộc bọn họ bỏ đi, hẹn ngày khác quay lại. Đến ngày hẹn, con nợ lại giở trò cũ. Người Oa rất oán hận, liên kết với bọn Hứa Đống càng chặt chẽ. Bấy giờ việc hải phòng ở Chiết, Mân hư nát từ lâu: thuyền chiến, thuyền sáo (để đi tuần) 10 phần chỉ còn 1, 2; Cung binh của Tuần kiểm tư ở Chương, Tuyền theo ngạch cũ có hơn 2500, chỉ còn hơn ngàn người . Bọn cướp được đắc chí, ngày càng không kiêng kỵ, nối nhau kéo đến.
Hoàn tuần tra đường biển, nghe theo Thiêm sự Hạng Cao và giới sĩ phu, cho rằng không dẹp bỏ nhà đò thì đường biển không thể được dọn sạch, không nghiêm khắc thi hành chế độ bảo giáp thì công tác hải phòng không thể khôi phục, bèn dâng sớ trình bày tình hình. Vì thế Hoàn dẹp nhà đò, nghiêm bảo giáp, lùng bắt dân buôn lậu. Cơm áo của người Mân đều dựa vào biển, đột nhiên mất món lợi lớn, dù là gia đình sĩ đạo phu cũng không hài lòng, muốn phá hoại việc này. Đầu tiên Hoàn bình định phản tặc ở núi Phúc Đỉnh, năm sau sắp tiến đánh cảng Song Tự, sai Phó sứ Kha Kiều, Đô chỉ huy Lê Tú chia nhau đóng giữ Chương, Tuyền, Phúc Ninh, ngăn ngừa kẻ địch bỏ trốn; nhường Đô tư Lư Thang đem quân đội Phúc Thanh từ cửa biển tiến ra. Gặp lúc Cống sứ của Nhật Bản là Chu Lương trái ước cũ, đem theo 600 người tranh vào trước kỳ hạn. Hoàn nhận chiếu được tùy nghi xử lý, nhắm chừng không thể đuổi đi, bèn đòi Chu Lương tự cầu xin triều đình, không cho lấy dịp này làm tiền lệ; đăng ký thuyền của người Nhật Bản, đưa Chu Lương vào dịch quán của phủ Ninh Ba. Dân buôn lậu ném thư kích động biến loạn, Hoàn đề phòng cẩn mật, khiến kế của họ không thành công. Tháng 4 ÂL mùa hạ, Lư Thang gặp địch ở bể Cửu Sơn, bắt được người Nhật Bản là Kê Thiên, còn bắt cả Hứa Đống. Đồng đảng của Đống là bọn Uông Trực đem tàn dư bỏ trốn, Lư Thang lấp cảng Song Tự rồi trở về. Thuyền nước ngoài từ ấy về sau không thể vào cảng, chia nhau đỗ ở các đảo Nam Kỷ, Tiều Môn, Thanh Sơn, Hạ Bát.
Thế gia đã chịu thua thiệt, bèn đánh tiếng những kẻ bị bắt đều là lương dân, không phải bọn giặc, nhằm mê hoặc lòng người; lại khống chế quan viên xử án, lấy cớ bọn chúng bị ép theo giặc để phán tội nhẹ, không phải cường đạo chống cự bắt giữ mà cần đến pháp luật xử lý. Hoàn dâng sớ nói: "Nay Hải cấm rõ ràng, không cần biết bị ép thế nào, tòng phạm thế nào!? Nếu như dẫn đường cho giặc Phiên vào cướp bóc không phải là cường đạo, đối địch ngoài biển không phải là chống cự bắt giữ, thì thần thật ngu muội, không thể lý giải được." Triều đình bèn cho phép Hoàn tùy nghi kết tội chết.
Hoàn chấp pháp cứng rắn, thế gia đều sợ. Vai trò của Cống sứ Chu Lương đã không còn giá trị, người Mân là Lâm Mậu Hòa làm việc ở Chủ khách tư , đánh tiếng rằng ông ta nên được trở về. Hoàn dâng sớ tranh luận, nói: "Đuổi cướp là người nước ngoài dễ, đuổi cướp là người trong nước khó. Đuổi cướp là người trong nước ven biển còn dễ, đuổi cướp là người trong nước theo giặc rất khó." Khiến người Mân, Chiết càng hận ông. Rốt cục Hoàn ép Chu Lương phải đỗ thuyền ở Hải Tự, đợi đến kỳ hạn triều cống. Bộ Lại dùng lời của người Mân là Ngự sử Chu Lượng và Cấp sự trung Diệp Thang, xin đổi Hoàn làm Tuần thị, để giảm quyền của ông. Hoàn phẫn nọ, vào mùa xuân năm sau dâng sớ nói: "Thần chỉnh đốn hải phòng, phải làm từng bước; Lượng muốn tước đoạt quyền của thần, khiến quan viên cấp dưới không chịu nghe mệnh." Rồi trình bày 6 việc: Minh quốc thị , Chánh hiến thể, Định kỷ cương, Ách yếu hại, Trừ họa bổn, Trọng đoán quyết, lời lẽ phẫn khích. Sĩ đại phu trong triều trước đã bị dẫn dắt bởi dư luận của người Mân, Chiết, hơn nữa cũng không thích thái độ của Hoàn.

## Phẫn uất tự vẫn
Hoàn trước tiên đánh dẹp bọn giặc ở các nơi Ôn, Bàn, Nam Kỷ, liên tiếp chiến đấu trong 3 tháng, đại phá được; sau đó quay về trấn áp bọn cướp quặng ở Xử Châu. Tháng 3 năm ấy, thuyền Phật Lãng Cơ tiến hành cướp bóc Chiếu An; Hoàn đánh bắt được thủ lãnh là bọn Lý Quang Đầu 96 người, liền tùy nghi giết chết. Sau đó Hoàn trình bày với hoàng đế, lời lẽ chỉ trích thế gia. Ngự sử Trần Cửu Đức bèn hặc Hoàn tùy ý giết chóc. Triều đình miễn chức của Hoàn, mệnh cho Binh khoa Đô cấp sự Đỗ Nhữ Trinh tra án. Hoàn nghe tin, khẳng khái rơi nước mắt, nói: "Tôi nghèo lại bệnh, nhờ ý chí chống đỡ mà thôi, không thể đối chất ở công đường. Nếu thiên tử không giết tôi, thì người Mân, Chiết ắt giết tôi. Cái chết của tôi, tự mình giải quyết, không đợi kẻ khác." Hoàn tự soạn mộ chí, làm thư tuyệt mệnh, rồi uống thuốc mà chết.
Năm thứ 29 (1550), Đô cấp sự Đỗ Nhữ Trinh, Tuần án ngự sử Trần Tông Quỳ về triều, nói dân buôn lậu là phường buôn bán chống cự bắt giữ, không hề tiếm hiệu và cướp bóc, luận tội Hoàn tự ý giết chóc. Triều đình giáng chiếu bắt Hoàn, nhưng ông đã chết; bọn Kha Kiều, Lư Thang cũng bị phán tội chết.

## Đánh giá
Sử cũ nhận xét: Hoàn thanh liêm thẳng thắn, dũng cảm đảm nhiệm trọng trách; ông muốn vì quốc gia mà chôn lấp căn nguyên loạn lạc, nên bị thế gia hãm hại, khiến triều dã than thở. Từ khi Hoàn mất, triều đình không đặt chức Tuần thị đại thần, trong ngoài lắc đầu không dám nói đến việc Hải cấm. Chiết Trung có 41 vệ sở, chiến thuyền có 439 cỗ, quân tịch mất hết. Hoàn đem hơn 40 cỗ thuyền của bọn cướp đã bị bắt ở Phúc Thanh, phân bố theo đường biển, riêng tại Hải Môn vệ thuộc Đài Châu có 14 cỗ, làm chướng ngại bên ngoài cho Hoàng Nham; phó sứ Đinh Trạm đem toàn bộ phát tán, triệt tiêu việc giữ gìn Hải cấm. Chẳng bao lâu sau, nạn Oa khấu nổi lên, gây vạ cho đông nam nhà Minh hơn 10 năm.